# 洛東ジャンクション
洛東ジャンクション（ナクトン-）は大韓民国慶尚北道尚州市にある中部内陸高速道路（45号線）と唐津-尚州高速道路（30号線）を結ぶジャンクションである。

## 歴史
- 2007年11月28日開通
- 2008年5月28日唐津-尚州高速道路側の番号を変更（24番→25番）

## 接続する路線

### 楊平・馬山方面
- 中部内陸高速道路（15番）

### 尚州方面
- 唐津-尚州高速道路（24番）

## 隣
中部内陸高速道路
- 善山SA - 洛東JCT - 尚州IC

唐津-尚州高速道路
- 南尚州IC - 洛東JCT